# Demografia do Paraná
A demografia do estado do Paraná é um domínio de estudos e conhecimentos sobre as características demográficas do território paranaense. A população do estado do Paraná no censo demográfico de 2010 era de 10 444 526 habitantes, sendo a sexta unidade da federação mais populosa do país, concentrando aproximadamente 5,5% da população brasileira e apresentando uma densidade demográfica de 52,4 habitantes por quilômetro quadrado (a décima segunda maior do Brasil). De acordo com este mesmo censo demográfico, 85,33% dos habitantes viviam na zona urbana e os 14,67% restantes na zona rural. Ao mesmo tempo, 50,87% eram do sexo feminino e 49,13% do sexo masculino, tendo uma razão de sexo de 96,56. Em dez anos, o estado registrou uma taxa de crescimento populacional de 9,27%.
Dos 399 municípios paranaenses, apenas dois tinham população acima dos quinhentos mil: Curitiba, a capital, e Londrina, no norte do estado. Outros dezesseis tinham entre 100 001 e 500 000 (Maringá, Ponta Grossa, Cascavel, São José dos Pinhais, Foz do Iguaçu, Colombo, Guarapuava, Paranaguá, Araucária, Toledo, Apucarana, Pinhais, Campo Largo, Arapongas, Almirante Tamandaré, Umuarama, Piraquara e Cambé), quatorze de 50 001 a 100 000, 55 de 20 001 a 50 000, 109 de 10 001 a 20 000, 105 de 5 001 a 10 000, 93 de 2 001 a 5 000 e cinco até dois mil (Esperança Nova, Miraselva, Santa Inês, Nova Aliança do Ivaí e Jardim Olinda). A maior parte da população do estado se concentra na Mesorregião Metropolitana de Curitiba, que corresponde à região leste paranaense, com mais de 30% da população paranaense. Curitiba, sozinha, abrigava 16,8% do total de habitantes, além de possuir a maior densidade demográfica em relação aos demais municípios (4 024,84 hab./km²), enquanto Alto Paraíso, no noroeste, detinha a menor (3,31 hab./km²).
O Índice de Desenvolvimento Humano do Paraná é considerado alto conforme o Programa das Nações Unidas para o Desenvolvimento. Segundo o último Atlas do Desenvolvimento Humano do Brasil, divulgado em 2013, com dados relativos a 2010, o seu valor era de 0,749, estando na quinta colocação a nível nacional e na segunda a nível regional, depois de Santa Catarina. Considerando-se o índice de longevidade, seu valor é de 0,830 (9º), o valor do índice de de renda é 0,757 (6º) e o de educação é de 0,668 (6º). O coeficiente de Gini, que mede a desigualdade social, é de 0,47 e a incidência da pobreza de 39,07%. A taxa de fecundidade do Paraná é de 1,86 filhos por mulher, uma das mais baixas do Brasil.

## Rede demográfica

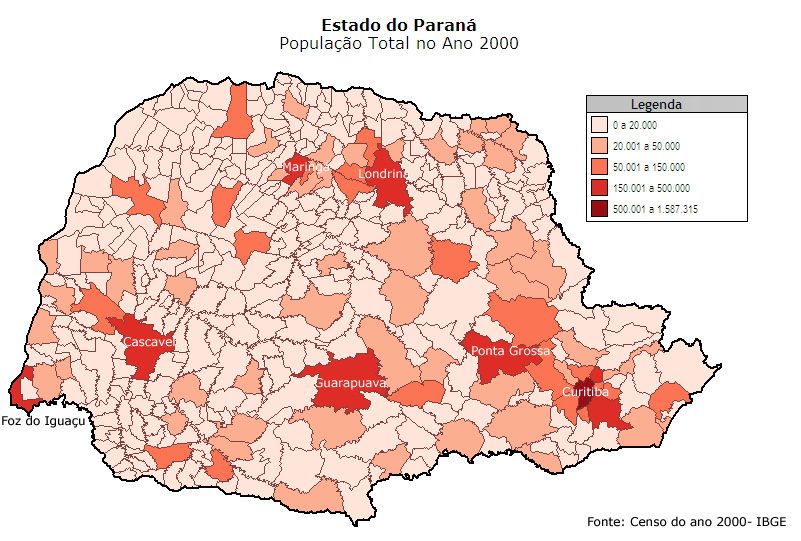
Distribuição da População no Estado do Paraná.

A distribuição dos grandes municípios do Paraná é de certa forma bem homogênea. No leste a Região Metropolitana de Curitiba (RMC) engloba diversos municípios, contando com cerca de 3 milhões de habitantes. No norte Londrina e Maringá polarizam outra região fortemente povoada. No oeste o município de Cascavel com quase 300 mil habitantes e Toledo com aproximadamente 120 mil habitantes criam outra zona fortemente povoada, além de Foz do Iguaçu, que juntamente com Ciudad del Este no Paraguai e Puerto Iguazú na Argentina formam uma aglomeração de quase 700 mil habitantes. A região central do Paraná a despeito da baixa densidade populacional ainda sim conta com Guarapuava com cerca de 160 mil habitantes e Ponta Grossa, um pouco mais ao leste, com mais de 350 mil habitantes.

## Evolução demográfica
Evolução demográfica do estado do Paraná.

### Composição étnica

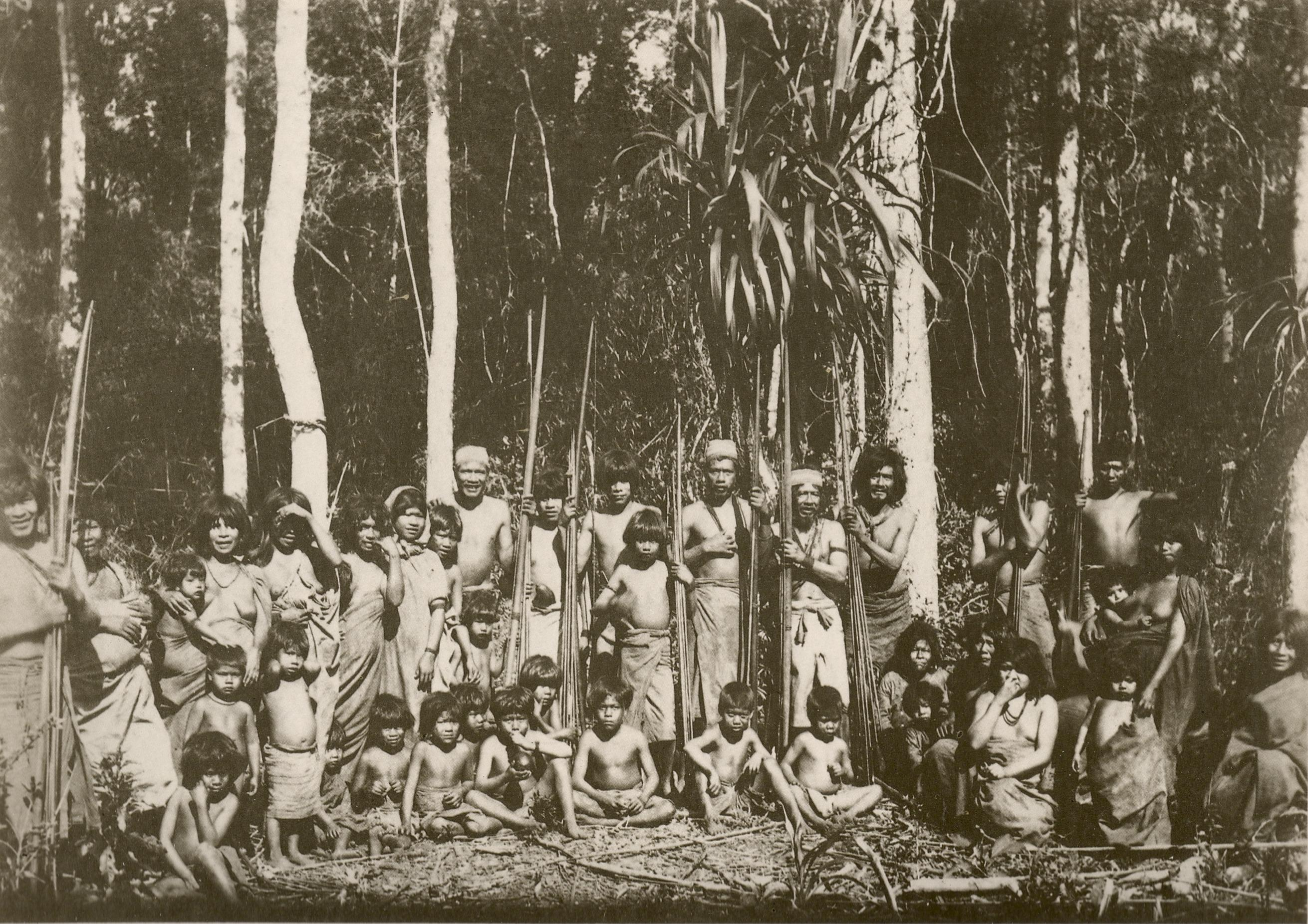
Índios caiouás em 1860 no Paraná. Atualmente os indígenas representam menos de 1% dos paranaenses.

A população do Paraná é composta basicamente por brancos, negros e indígenas. O governo do estado reconhece 28 etnias que contribuíram com a colonização do Paraná. No Brasil colonial, os colonizadores espanhóis foram os primeiros a iniciar o povoamento no território paranaense. Os portugueses e seus descendentes são a maioria da população do Estado. Existe também uma grande e diversificada população de descendentes de imigrantes, tais como italianos, alemães, poloneses, ucranianos, japoneses e árabes. Há também minorias de imigrantes neerlandeses, coreanos, chineses, búlgaros, russos, franceses, austríacos, chilenos, noruegueses, argentinos e muitos outros.
| Grupos étnicos no Paraná | Grupos étnicos no Paraná | Grupos étnicos no Paraná | Grupos étnicos no Paraná | Grupos étnicos no Paraná |
| ------------------------ | ------------------------ | ------------------------ | ------------------------ | ------------------------ |
| Etnia                    |                          |                          | Porcentagem              |                          |
| Brancos                  | Brancos                  |                          | 64,57%                   | 64,57%                   |
| Pardos                   | Pardos                   |                          | 30,06%                   | 30,06%                   |
| Pretos                   | Pretos                   |                          | 4,24%                    | 4,24%                    |
| Amarelos                 | Amarelos                 |                          | 0,88%                    | 0,88%                    |
| Indígenas                | Indígenas                |                          | 0,24%                    | 0,24%                    |

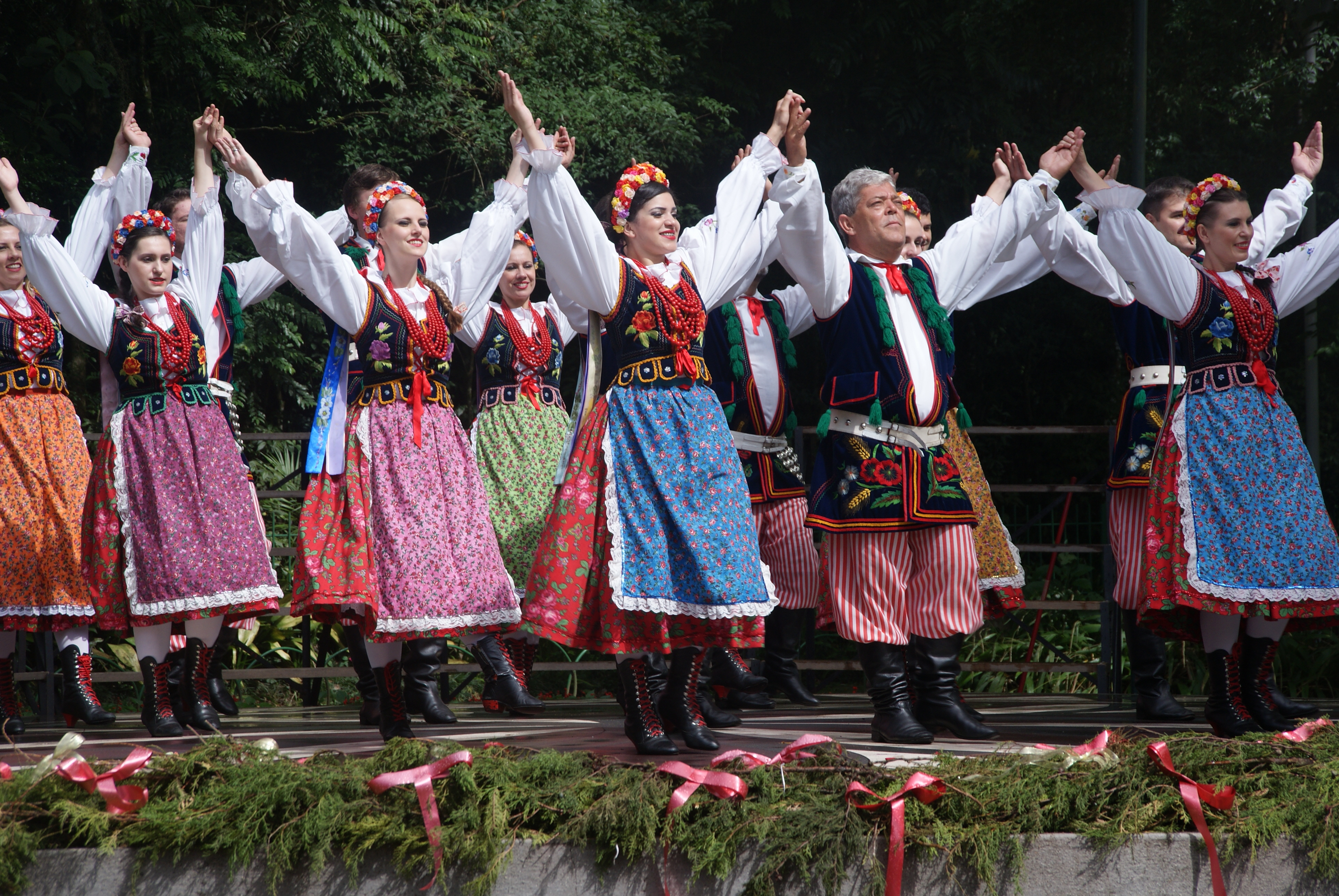
Festividade polonesa de Natal, evento da comunidade polonesa em Curitiba. A comunidade polonesa é uma das principais composições étnicas do povo paranaense.

Além dos indígenas, o Paraná conta com outras populações consideradas tradicionais: comunidades quilombolas, caiçaras, cipozeiras, faxinalenses e ilhéus. Outras comunidades também podem ser observadas como os assentados e ciganos. Conforme pesquisa de autodeclaração do censo de 2022, 64,57% dos paranaenses declararam-se brancos, 30,06% pardos, 4,24% pretos, 0,88% amarelos e 0,24% indígenas. Em 2010, 99,73% eram brasileiros (99,52% natos e 0,21% naturalizados) e 0,27% estrangeiros. Entre os brasileiros, 88,50% nasceram no Sul (82,98% no próprio estado) e 11,5% em outras regiões, sendo 7,61% no Sudeste, 1,92% no Nordeste (1,92%), 0,7% no Centro-Oeste e 0,25% no Norte. Muitas pessoas migram de outros estados brasileiros para Paraná em busca de trabalho ou melhores condições de vida. Dentre os estados, São Paulo tinha o maior percentual de residentes (5,29%), seguido por Santa Catarina (2,84%) e Rio Grande do Sul (2,68%).

#### Etnias

##### Indígenas

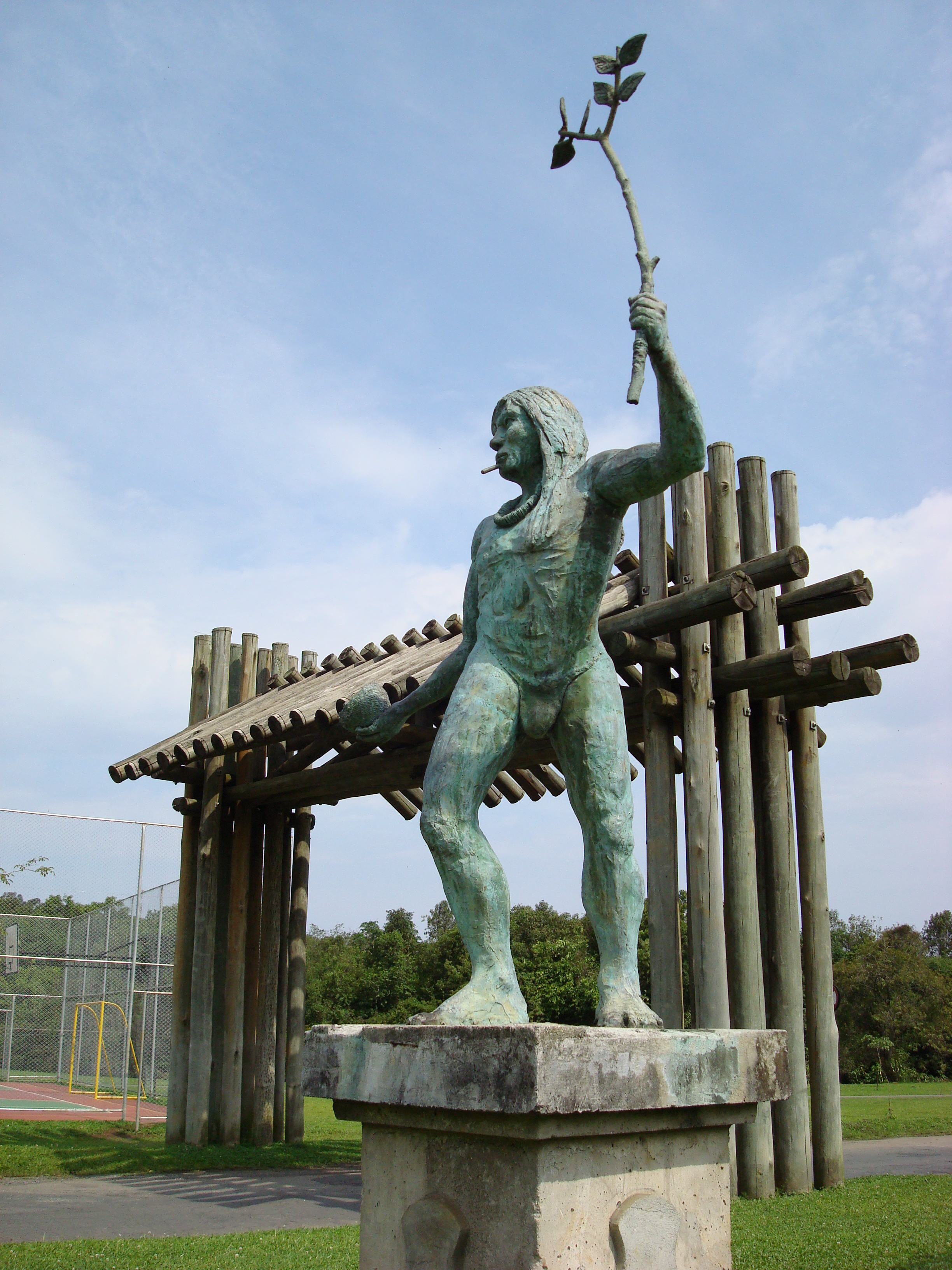
Estátua do Cacique Tindiqüera em homenagem ao povo tingüi, no Parque Tingui.

A distribuição primitiva dos indígenas no Paraná limitava-se aos do grupo tupi-guarani no litoral, no oeste e noroeste; aos Jê (botocudo e caingangue) com distribuição geográfica mal definida, embora ocupassem extensivamente os campos de Guarapuava e o segundo planalto paranaense até o final do século XIX, preferencialmente sobre a Floresta de Araucária.
Em 1953, foram descobertos os Xetá, que haviam se isolado na Serra dos Dourados (noroeste do estado) vivendo no mais puro estado primitivo, dos quais nada mais resta na região. Aos indígenas, o paranaense deve o nome de seu estado e de muitas de suas cidades, o hábito de tomar chimarrão e a culinária, entre outros costumes.
Os indígenas atualmente não miscigenados são protegidos pela FUNAI, e vivem em postos como São Jerônimo da Serra, Guarapuava, Palmas, Mangueirinha, Apucarana, Ortigueira, Laranjeiras do Sul e outros. São compostos pelas etnias Kaingang, Xetá, Guarani-Ñandeva e Guarani-M'byá. Um dos principais vestígios arqueológicos deixados pelos indígenas são os sambaquis do litoral. São conchas, ostras, ossos de animais sobretudo marinhos e pedras, amontoados irregularmente, nos quais encontra-se farto e abundante material arqueológico.

##### Negros e pardos

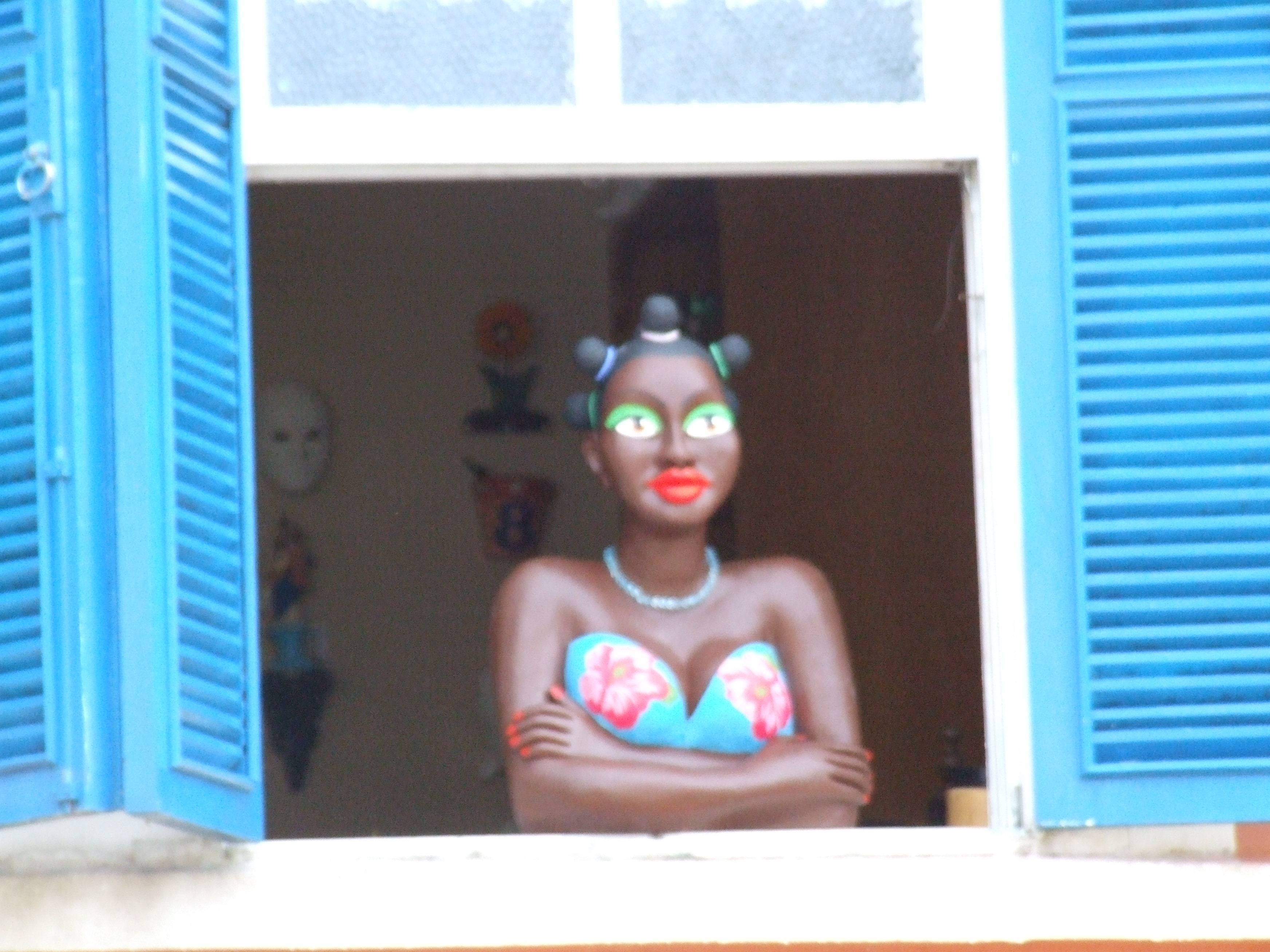
Manequim negra estilo namoradeira durante o carnaval de Antonina.

O único grupo negro que migrou oficialmente para o Paraná no período colonial foi o banto. No Sul do Brasil, devido à grande imigração de brancos europeus entre meados do século XIX e início do século XX, o negro, que constituiu a maior parte da mão-de-obra do Brasil colonial, aparece em menor porcentagem do que em outras regiões do país. Considerando as pessoas pretas e pardas, o Paraná é o estado mais negro da região Sul do País.
No Paraná, a etnia negra contribuiu significativamente para a formação do povo paranaense. Os negros concentraram-se primeiramente nas regiões que foram colonizadas como litoral, região de Curitiba, Campos Gerais e Guarapuava. Inicialmente habitavam as fazendas e depois as cidades, como Lapa, Castro, Ponta Grossa, Antonina, Guaraqueçaba, Paranaguá e Curitiba. Em Curitiba, o negro estava presente no trabalho doméstico, mas também tinha lugar importante no cenário cultural da cidade, onde demonstravam seus talentos, como, por exemplo, participando de musicais e "cantos" no largo do mercado municipal. Muitos negros vieram para o Paraná também de outras regiões do Brasil, como de São Paulo e Minas Gerais. Posteriormente formaram núcleos em outros municípios, como na região do Vale do Ribeira, em Adrianópolis, Doutor Ulysses e Bocaiúva do Sul; região dos Campos Gerais, em Arapoti, Campo Largo, Curiúva, Tibagi e Ventania; região centro-sul, em Candói, Ivaí, Guarapuava, Palmas e Turvo. E mais tarde até em áreas mais extremas do estado, como na região oeste, em Guaíra e São Miguel do Iguaçu. Na primeira metade do século XIX, o número relativo de escravos negros chegou a 40% da população da província do Paraná.

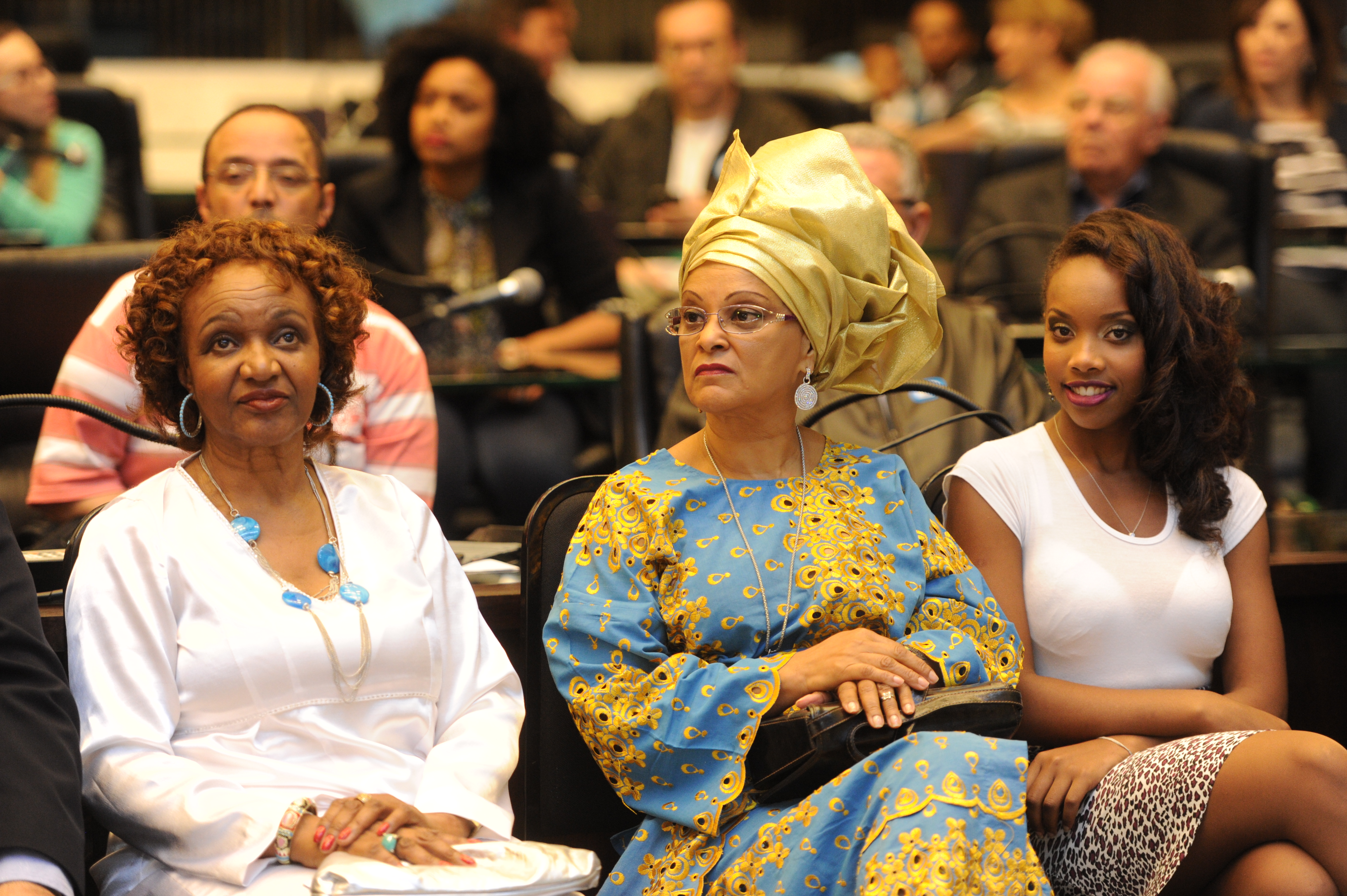
Sessão Solene em comemoração ao Dia Nacional da Consciência Negra em Curitiba.

Os núcleos tradicionais formados nos municípios possuem características de remanescentes de comunidades quilombolas e comunidades negras tradicionais. Somente na comunidade do Feixo, na Lapa, vivem cerca de 150 famílias descendentes de negros que foram escravizados. Até o ano de 2008, foram identificados 90 agrupamentos dessas comunidades no Paraná, sendo que somente 36 quilombos foram certificados pela Fundação Palmares. A maior parte dessas comunidades são rurais, estando localizadas longes das sedes municipais e em regiões de baixo IDH. Por muito tempo essas comunidades foram marginalizadas e ficaram longe da atenção do poder público. Em 2014 a comunidade quilombola no Paraná era formada por, pelo menos, 11.008 pessoas, distribuídas em 2.779 domicílios em 18 municípios. Já em 2021 o governo do Paraná considerou 9.631 pessoas como quilombolas.
No estado do Paraná, os mestiços são numerosos, sendo que o mais característico é o caboclo do Litoral. Sua influência aparece nos costumes locais como na religiosidade, no fandango (dança folclórica) e no barreado (comida regional). Nos Campos Gerais ainda mantém características marcantes como a agricultura voltada à própria subsistência, o mutirão e a coletividade, e vivenciam tradições como a dança de São Gonçalo, o Terço Cantado e a Recomendação da Quaresma. Em muitas comunidades é ainda comum observar o vasto conhecimento de ervas e plantas medicinais e o sincretismo religioso, que recebeu a influência de elementos ancestrais da matriz africana.

##### Branco europeu e asiático

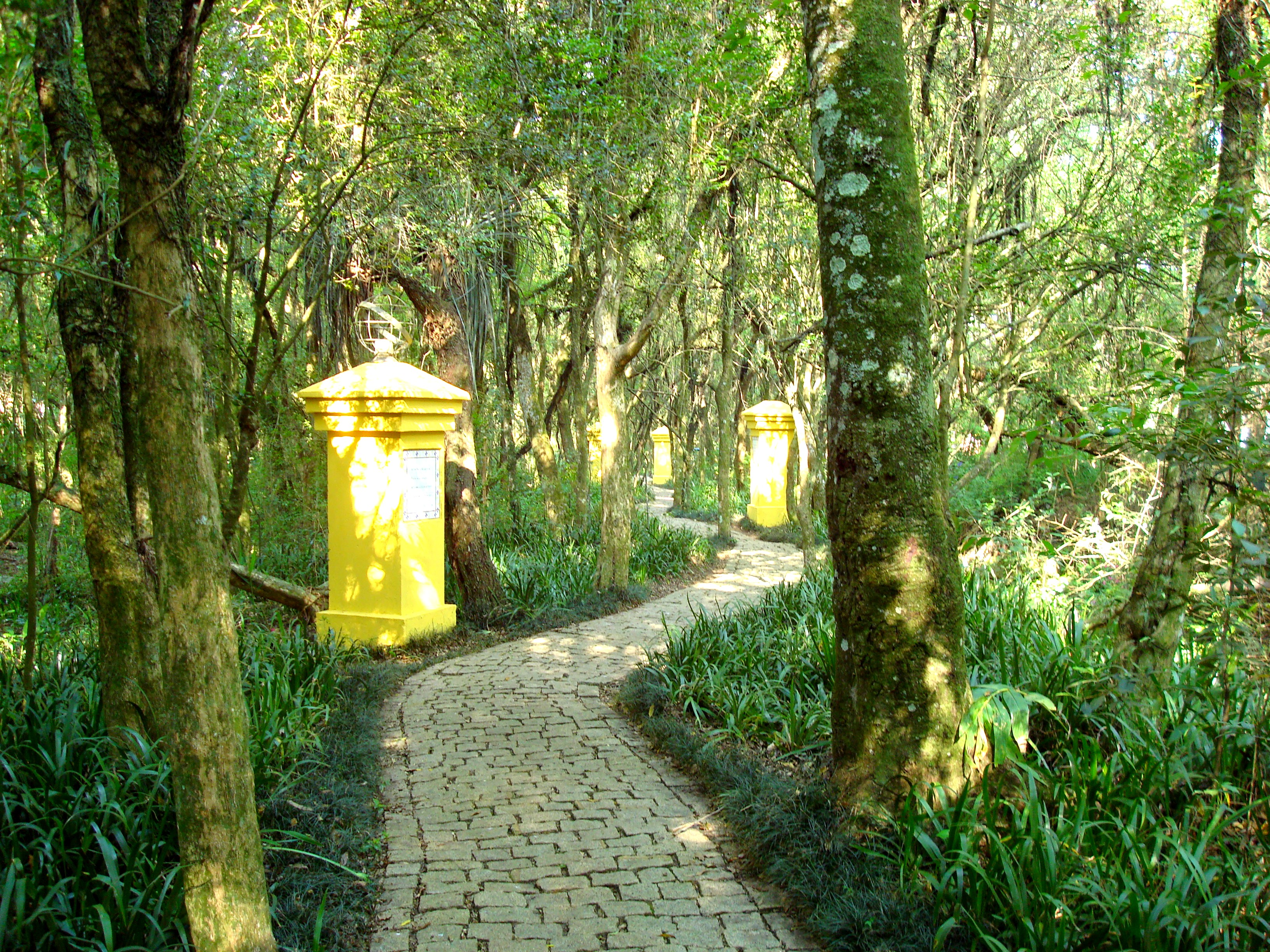
Alameda de pedra no Bosque de Portugal, em homenagem aos imigrantes portugueses, em Curitiba.

Dos europeus, entraram no Paraná, povos dos grupos atlanto-mediterrâneos, germânicos, eslavos e outros grupos menores. Dos atlanto-mediterrâneos, conhecidos como povos latinos, sobressaem os portugueses, os espanhóis e os italianos.
Os portugueses e seus descendentes constituem a maioria da população, não só por ter sido o elemento colonizador, mas também por ser o único que não sofreu restrições numéricas de entrada no Brasil.
Os espanhóis entraram no Brasil notadamente na época do Brasil Colônia, especialmente no curto período no qual Portugal pertenceu à Espanha. Localizaram-se junto às grandes cidades como São Paulo e Rio de Janeiro. No estado do Paraná, além de se concentrarem na região de Curitiba, Arapoti e Jacarezinho, descendentes de espanhóis (argentinos e paraguaios) são encontrados na fronteira com o Paraguai e a Argentina, principalmente na região de Foz do Iguaçu.

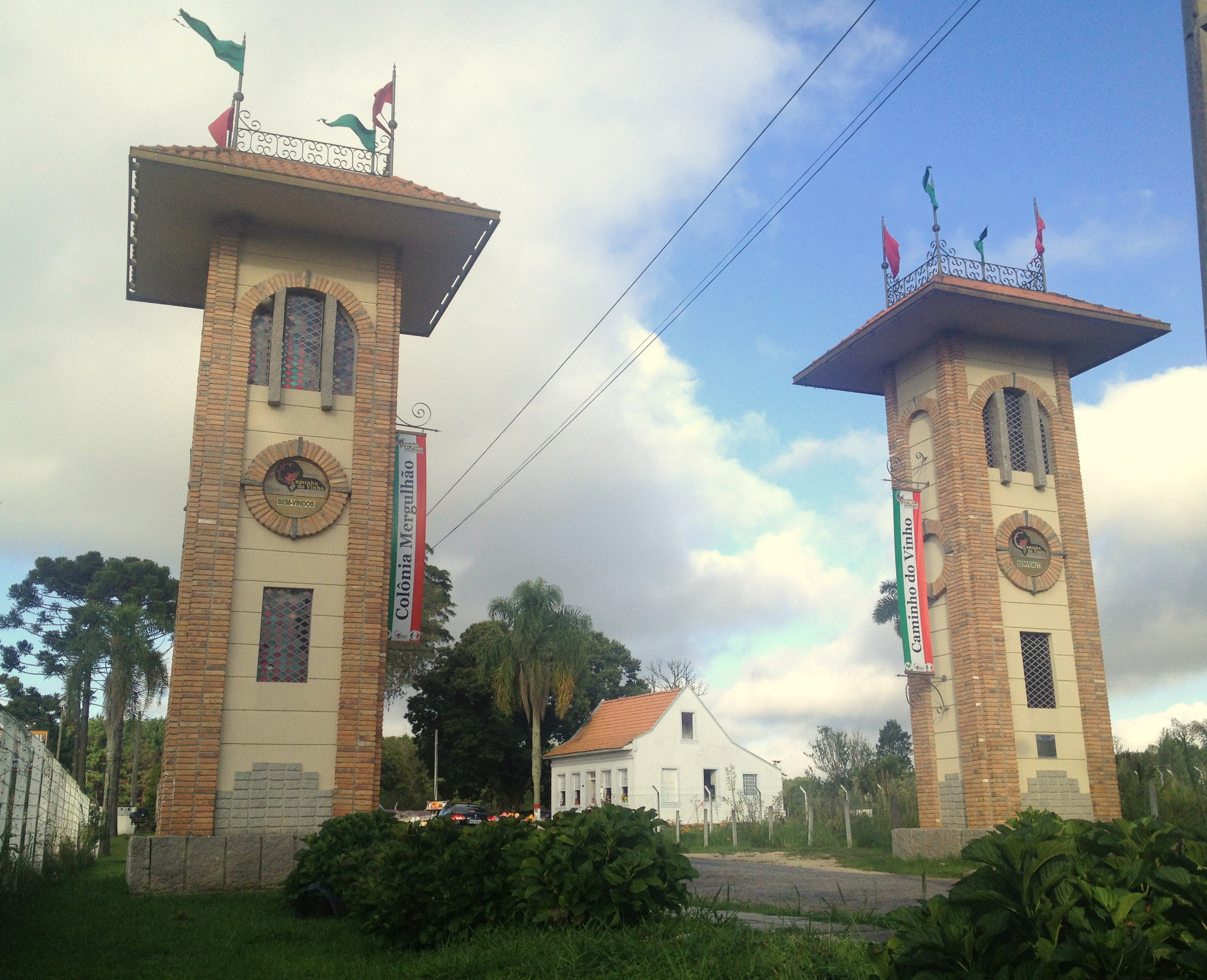
Portal turístico do Caminho do Vinho, na Colônia Mergulhão, em São José dos Pinhais, um dos redutos da colonização italiana.

Os italianos começaram a chegar em maior número ao Brasil a partir de 1875.[carece de fontes?] Dirigiram-se principalmente ao estado de São Paulo, onde se dedicam à cultura cafeeira e às atividades industriais.[carece de fontes?] Também são numerosos no Rio Grande do Sul, onde se dedicam ao cultivo e à fabricação do vinho. No Estado do Paraná, os imigrantes italianos se estabeleceram a princípio no litoral (Alexandra e Morretes), porém, por causa das condições adversas do lugar, seus núcleos não progrediram. A maior parte transferiu para Curitiba e arredores, como Colombo, Campo Largo, Palmeira, Piraquara e Santa Felicidade, onde cultivam a uva e fabricam o vinho. A influência italiana nos usos e costumes da população paranaense pode ser constatada através de sua comida típica e do artesanato em peças de vime, encontrados em Santa Felicidade.
Dos povos de origem germânica destacam-se, no Estado do Paraná, os alemães e os holandeses.
Os alemães formam um dos mais importantes grupos da imigração brasileira.[carece de fontes?] Sua influência é muito notada no Sul do Brasil onde marcaram a paisagem com suas habitações típicas. Dirigiram-se, a partir de 1824, para Santa Catarina e o Rio Grande do Sul. Ao Paraná, os primeiros imigrantes chegaram em 1829, estabelecendo-se em Rio Negro. A partir de 1878, alemães do Volga (alemães-russos), estabeleceram-se nos Campos Gerais, próximos à Ponta Grossa e Lapa. Em 1951, alemães que se transferiram-se de Santa Catarina para o Paraná, fundaram a colônia Witmarsum, no município de Palmeira. Este núcleo centraliza várias aldeias numa cooperativa, onde seus habitantes industrializam o leite. Alemães "suábios do Danúbio" fundaram, no município de Guarapuava, a colônia Entre Rios, onde se dedicam à agricultura. No norte, os alemães se concentram em Cambé, em Rolândia, e a oeste, em Marechal Cândido Rondon que realiza, todo ano, a mais famosa Oktoberfest do Paraná. Também são bastante numerosos em Curitiba.

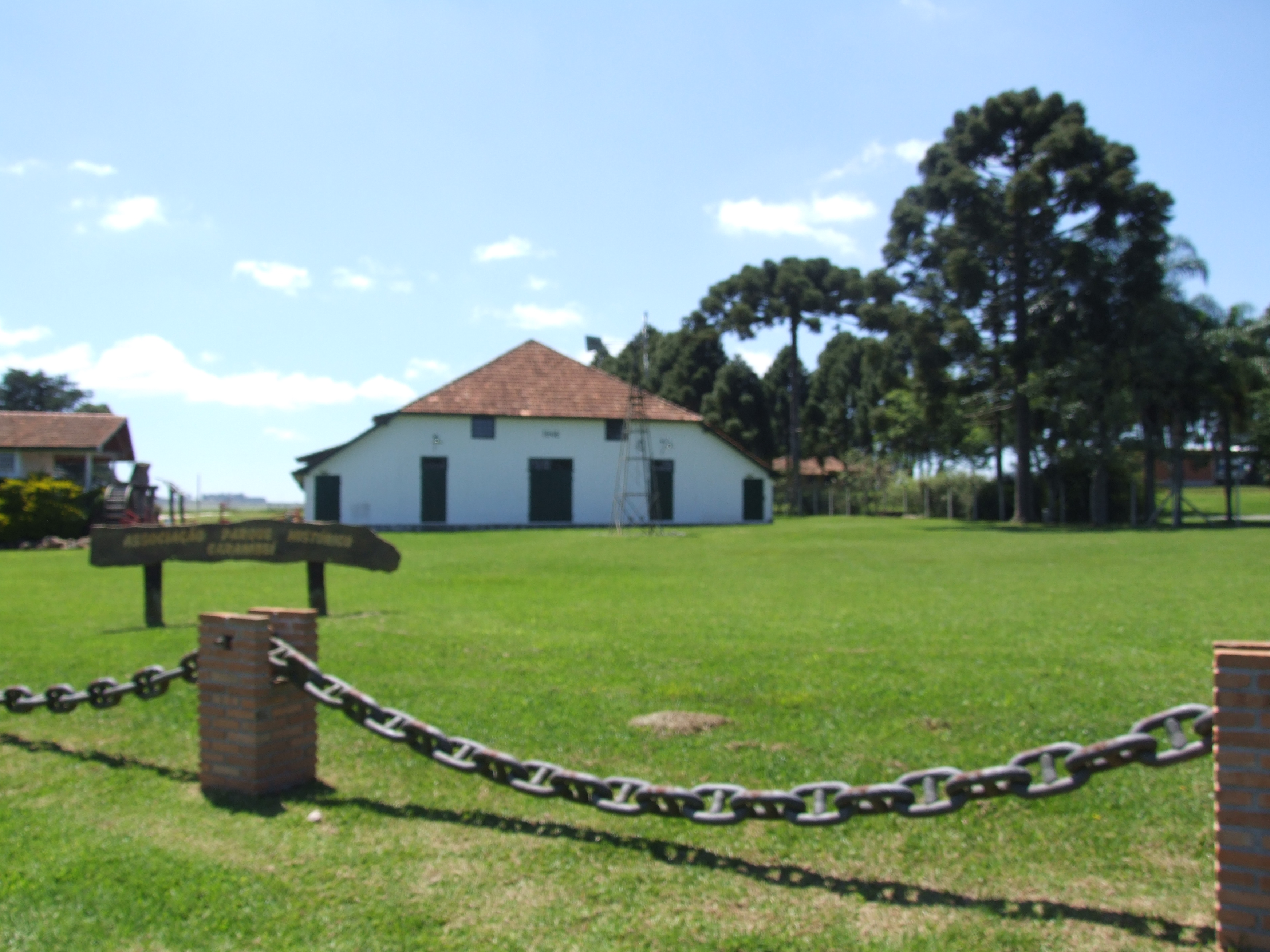
Arquitetura holandesa em Carambeí.

Os holandeses (ou mais corretamente, "neerlandeses"), apesar de serem pouco numerosos, trouxeram grandes benefícios ao Paraná. Em 1908, imigrantes neerlandeses vindos da província Holanda do Sul estabeleceram a colônia Gonçalves Júnior em Irati. Os imigrantes encontraram diversas dificuldades como matas densas, endemias e pragas, que resultaram na dispersão da colônia. Dirigiram-se, em 1911, para Carambeí, nos Campos de Castro, onde introduziram com êxito a pecuária leiteira e sua industrialização, dando origem à Cooperativa Agro-Pecuária Batavo. Em 1949 um grupo de aproximadamente 23 famílias, com cerca de 125 imigrantes neerlandeses do norte dos Países Baixos, fixaram-se na Fazenda Monte Alegre, no município de Telêmaco Borba e formaram ali uma colônia localidade que ficou conhecida como Colônia de Holandeses de Monte Alegre. Na década de 1970 a colônia foi dispersa, onde acabaram indo para outras localidades. Seus principais núcleos estão em Carambeí, Castrolanda e Arapoti, e posteriormente estabeleceram-se também em Ponta Grossa e Tibagi.

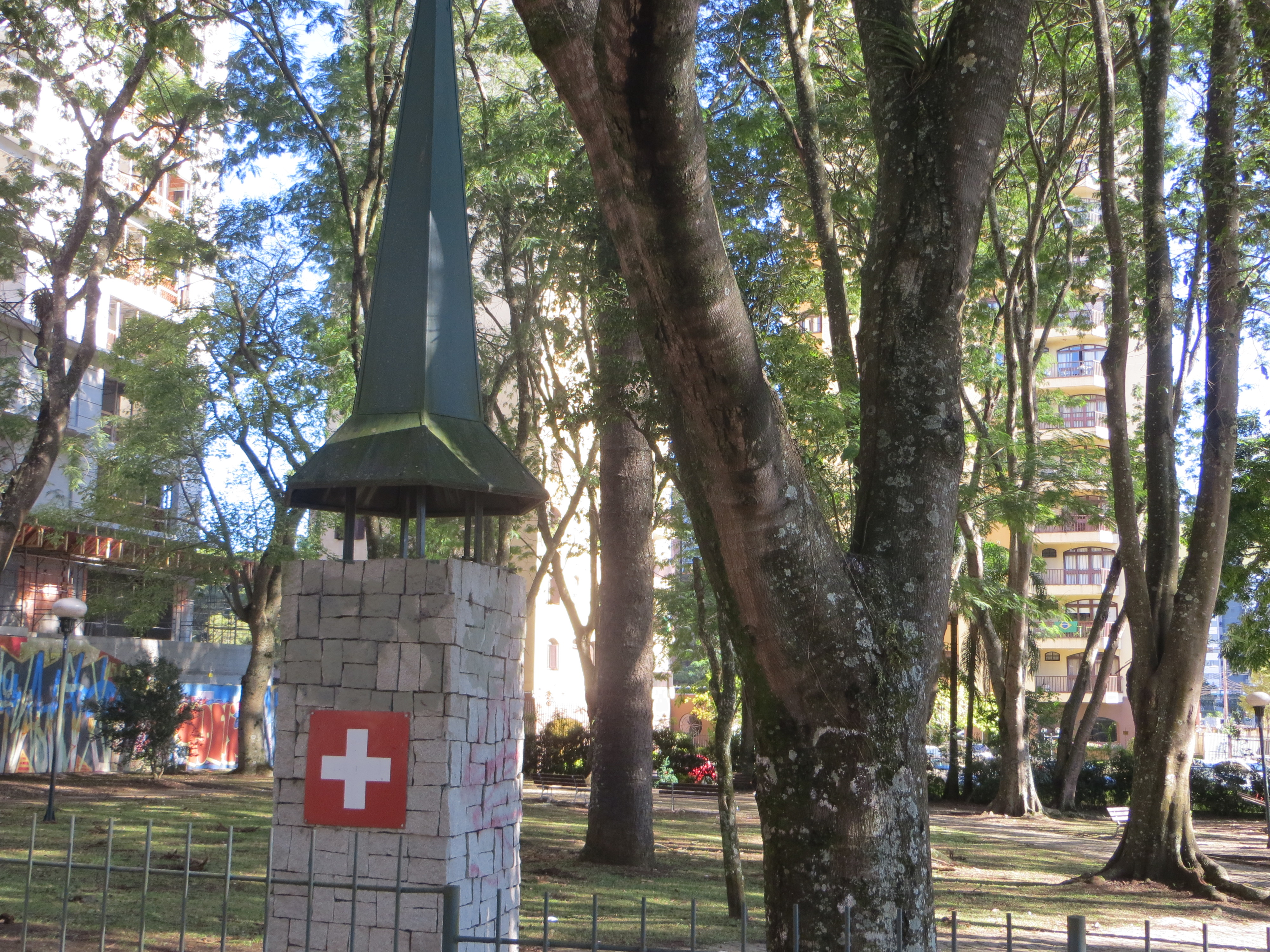
Praça da Suíça, em Curitiba, em homenagem ao povo suíço.

Ainda de origem germânica, estabeleceram-se, em proporções menores em terras paranaenses: austríacos, suíços e estadunidenses.

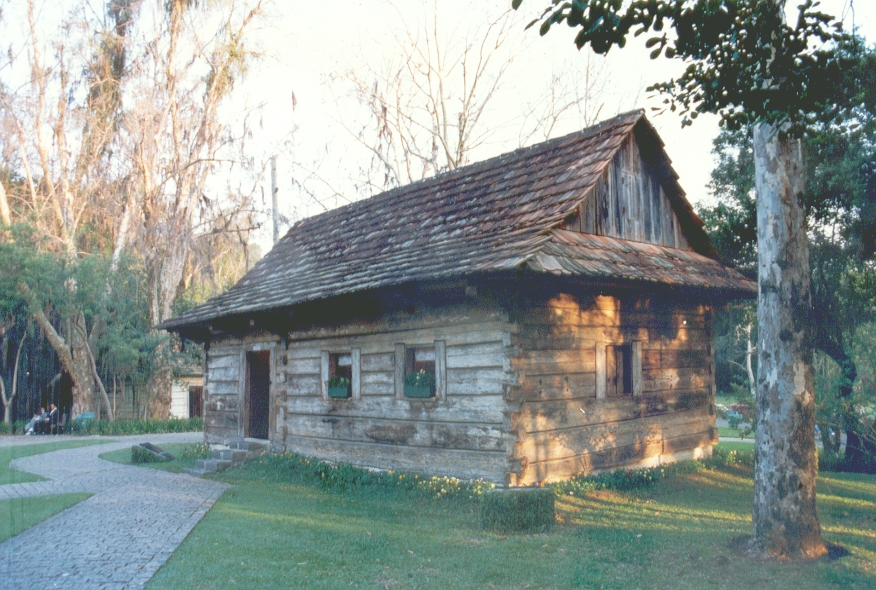
Casa do Colono Polonês no Memorial da Imigração Polonesa (Bosque do Papa), em homenagem aos imigrantes poloneses.

Os eslavos são povos originários da parte centro-oriental da Europa. A maioria dos eslavos vindos ao Brasil, localizou-se no Estado do Paraná, onde deixaram suas marcas principalmente na paisagem agrícola. Dos povos eslavos radicados no Estado merecem destaque os poloneses e os ucranianos.
Os poloneses formam o grupo mais numeroso de imigrantes do Paraná. Começaram a chegar em 1871, distribuindo-se pelos arredores de Curitiba (Pilarzinho, Abranches, Santa Cândida), Araucária (Tomás Coelho,Guajuvira, Colônia Cristina), São José dos Pinhais, Contenda e Campo Largo. Também se expandiram pelo centro-sul, formando colônias em Castro, Mallet, Cruz Machado, São Mateus do Sul, Irati, Palmeira, União da Vitória, Prudentópolis e vários outros locais. Em Londrina, existe a colônia de Warta, fundada por migrantes vindos de Santa Catarina.

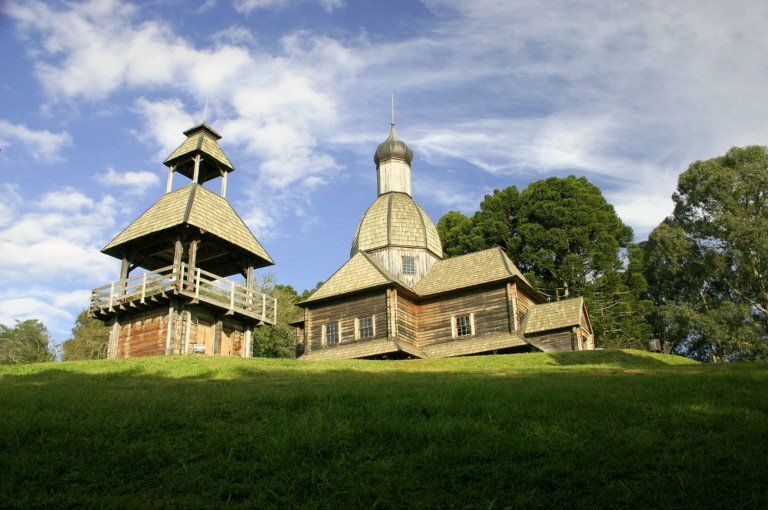
Memorial Ucraniano, no Parque Tingüi, em Curitiba.

Os ucranianos distinguem-se dos poloneses pela língua, pelos costumes e pela sua origem histórica. Povo agrícola, vindo da Ucrânia, trouxe o estilo bizantino de suas igrejas, seus trajes bordados e suas danças típicas.  O início da imigração ucraniana no Brasil deu-se em 1891. Atualmente formam núcleos importantes em Mallet, Prudentópolis, Ponta Grossa, União da Vitória, Cruz Machado, Paulo Frontin, Rio Azul, Ivaí, Apucarana, Campo Mourão e Curitiba. Um dos sobrenomes mais populares de origem ucraniana é Kowalski, uma empresa de alimentos localizada em Apucarana.

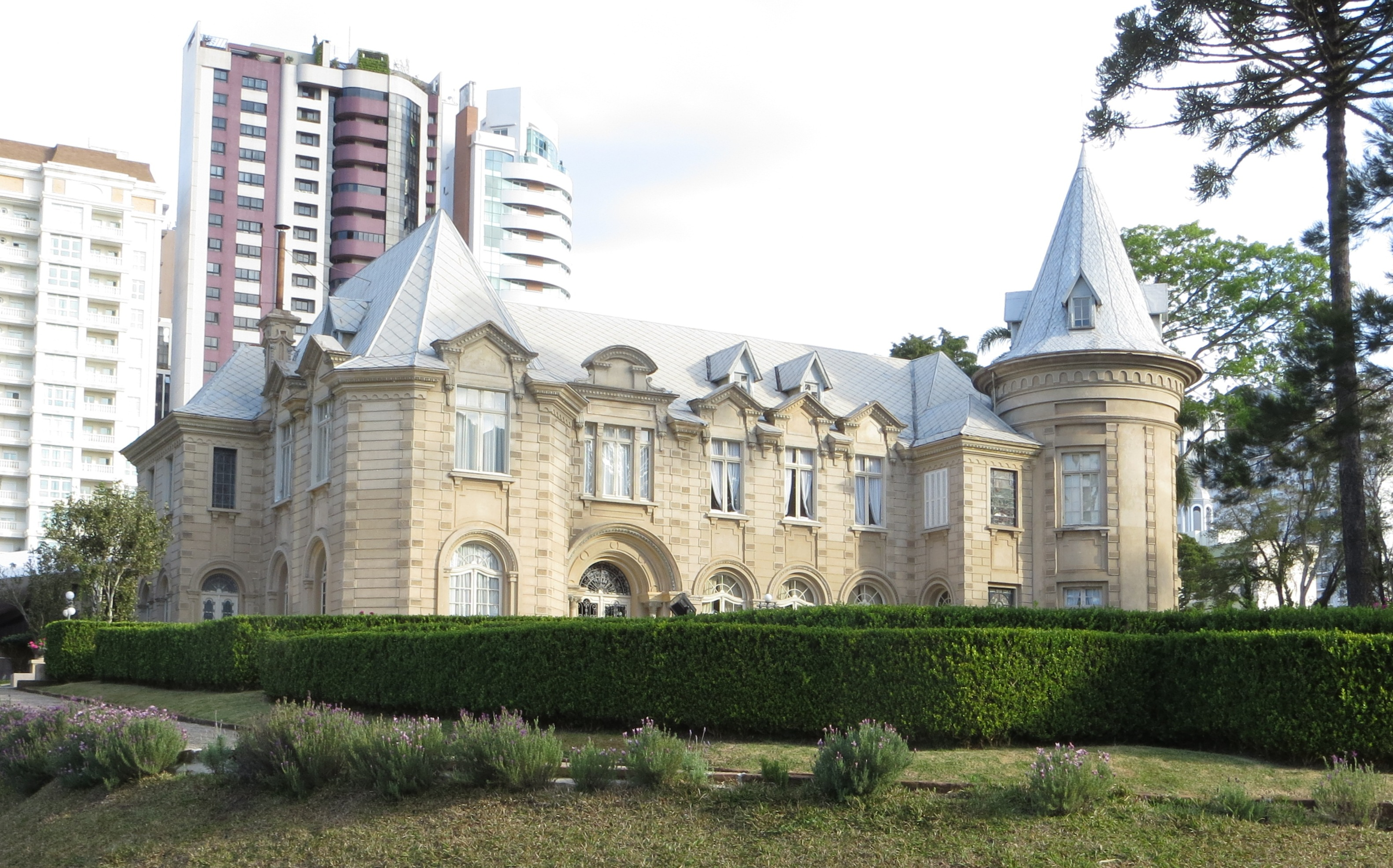
Castelo do Batel, palácio em estilo francês em Curitiba.

Outros grupos europeus minoritários que não formaram uma expressiva colonização no Estado, mas que se destacam, são os franceses, os ingleses e os russos. Os franceses fixaram-se, por exemplo, no litoral, em Paranaguá, na região de Curitiba e no interior, como em Cândido de Abreu. Ajudaram com influências nas artes plásticas, na arquitetura, na literatura, na música e na culinária. O primeiro registro de franceses no Paraná é do século XVIII, com a chegada de alguns piratas a Paranaguá. Já no século XIX, por volta de 1847, franceses e alguns belgas, e posteriormente brasileiros, criaram a Colônia Dr. Faivre, às margens do rio Ivaí, localidade rebatizada de Teresa Cristina, no município de Cândido de Abreu. Ainda na mesma época, na década de 1850, franceses se estabeleceram na Colônia de Superaguy, na baía de Paranaguá. Em 1868 foi criada a Colônia Argelina na região que hoje é o bairro do Bacacheri, em Curitiba. Em Curitiba é realizado desde 1988 pela Aliança Francesa a Festa da Francofonia. Estima-se que na década de 2010 o Paraná tinha cerca de seiscentas famílias descendentes de franceses.

Velhos crentes russos na colônia de Santa Cruz, em Ponta Grossa, 1967.

Também de origem eslava, os russos e os bielorrussos se fixaram principalmente em Ponta Grossa. Outras comunidades menores de russos se formaram em Curitiba e em Londrina. Em Curitiba as primeiras famílias começaram a chegar no ano de 1912 e se juntavam as outras comunidades eslavas e germânicas. A imigração para a região de Ponta Grossa ocorreu em 1958, quando cerca de 100 pessoas chegaram ao Brasil, fugindo da Revolução Russa. A maior comunidade é a Colônia Santa Cruz onde ainda preservam os costumes, o calendário, o idioma e a religião ortodoxa. É comum na comunidade o uso de trajes típicos no dia a dia, onde as mulheres usam vestidos longos, as casadas usam lenço na cabeça e as solteiras cabelos trançados. Já os homens deixam a barba crescer e adotam camisas brancas, calças compridas e um cinto de corda amarrado na cintura. Com o passar dos anos, alguns acabaram migrando para os Estados Unidos e para o Canadá, se estabelecendo em outras colônias do mesmo grupo étnico.

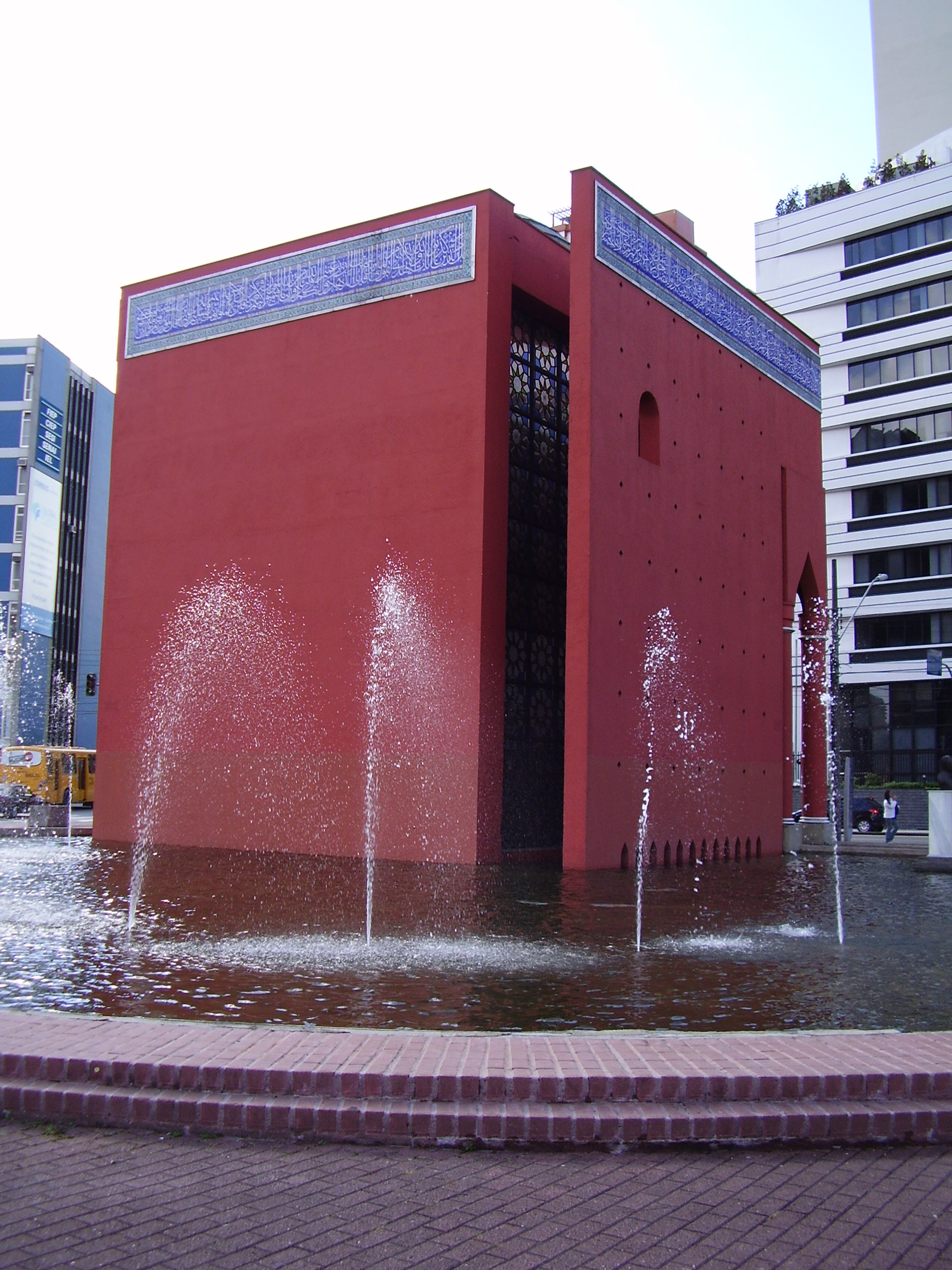
Memorial Árabe, em homenagem à cultura árabe no Paraná.

O maior grupo de brancos asiáticos encontrados no Brasil pertence aos povos semitas do Oriente Médio, incluindo judeus, árabes, sírios e libaneses que, migraram principalmente para as grandes cidades, dedicando-se tradicionalmente ao comércio. Curitiba tem a maior comunidade judaica do Paraná, originalmente estabelecida em 1870. Grande parte da congregação judaica inicial foi assimilada. Um museu em memória do Holocausto foi construído na cidade (Museu do Holocausto de Curitiba). Existe também um centro comunitário, uma casa Habad (Beit Chabad), bem como pelo menos duas sinagogas e dois cemitérios judaicos. Em Curitiba, nos primeiros anos do século XX, os sírios e libaneses se estabeleceram como comerciantes de roupas, sapatos, tecidos e armarinhos. Alguns fixaram lojas no centro de Curitiba, mas os primeiros imigrantes eram vendedores mascates, onde percorriam as colônias batendo de casa em casa.
Nas últimas décadas, Foz do Iguaçu formou a maior comunidade árabe do Paraná e a segunda maior do país, atrás apenas da de São Paulo. Os imigrantes árabes começaram a chegar na cidade a partir da década de 1940, onde organizaram clubes, restaurantes, lojas, escolas e mesquitas. Estima-se que a comunidade abriga cerca de 20 mil imigrantes e descendentes.

##### Amarelos
Dos povos de origem amarela existentes atualmente na formação da população brasileira temos os asiáticos. Os asiáticos compreendem os povos do Extremo Oriente, com destaque para o grupo de povos mongólicos, formado pelos japoneses, coreanos e chineses.

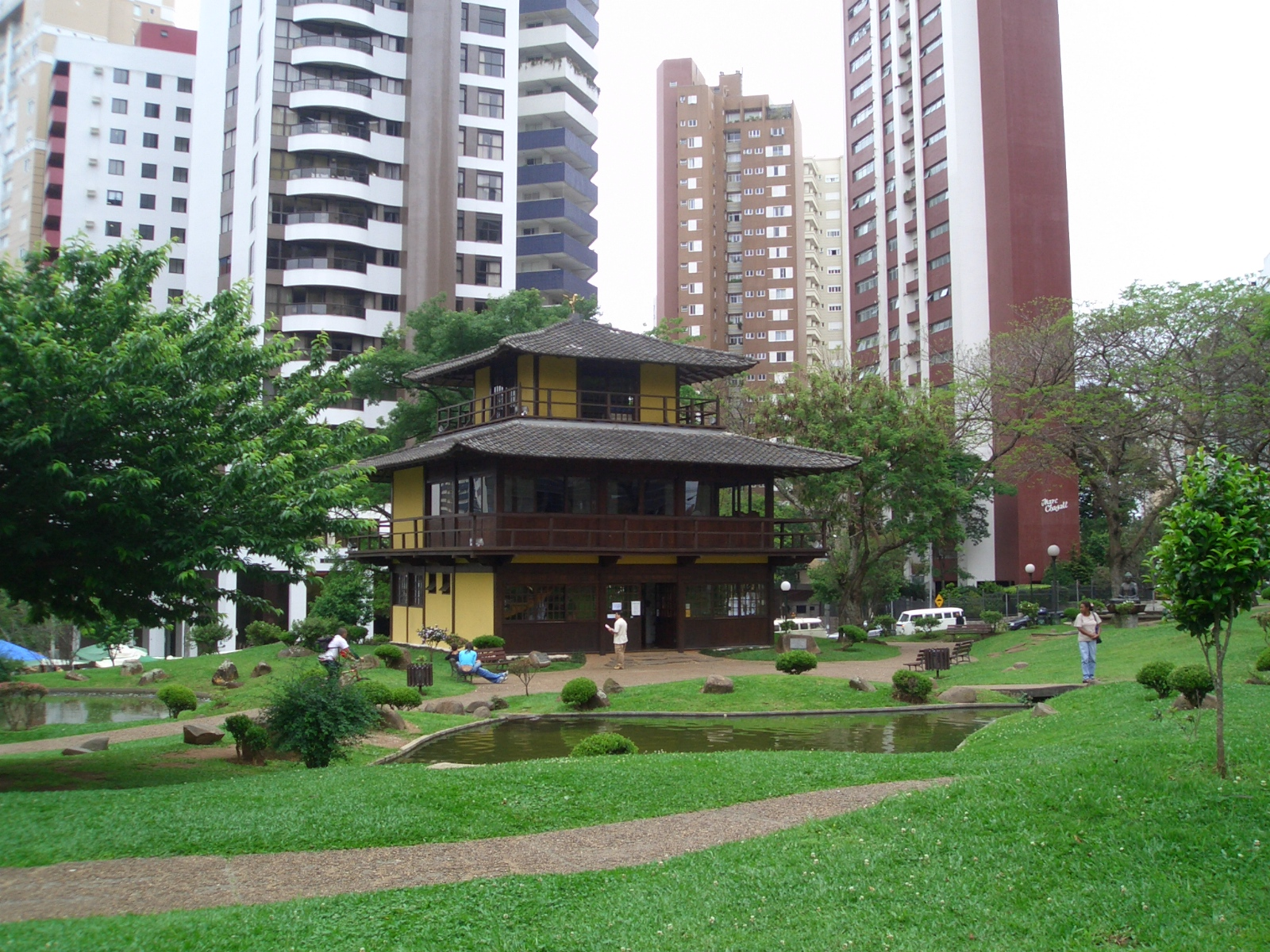
Praça do Japão, homenagem à imigração japonesa, em Curitiba.

Os japoneses são os asiáticos que mais vieram para o Brasil. O início de sua entrada no País data de 1908, acentuando-se a partir de 1920 e depois da Segunda Guerra Mundial. Dirigiram-se em sua maioria para São Paulo, Amazônia e norte do Paraná. No Paraná, as primeiras colônias japonesas foram fundadas no litoral (Paranaguá, Antonina, Morretes, Cacatu) e no Planalto de Curitiba. Mas o grande reduto de japoneses é o norte, principalmente em Londrina, Assaí, Maringá e Cambará. Dedicaram-se à horticultura e a outras atividades agrícolas.
Os coreanos chegaram a partir de 1967 e foram instalados em Santa Maria, núcleo localizado no quilômetro 144 da Rodovia do Café, em Tibagi, em plena região dos Campos Gerais. Os coreanos de Tibagi saíram do porto de Busan, na Coreia do Sul, em novembro de 1965, e em janeiro de 1966 chegaram ao porto de Paranaguá. Do porto, os imigrantes seguiram para Castro, onde foram alojados no quartel do Exército até seguirem para a Colônia Coreana Santa Maria.
A migração de chineses, em menor número, é mais recente, e estes concentraram-se mais nas cidades. A maior parte é originário da "China Nacionalista", ou Formosa.

#### Migrantes internos
Algumas regiões do Paraná foram colonizadas predominantemente por brasileiros.
Entre meados do século XIX e início do século XX, alguns paulistas e mineiros iniciam a ocupação do Norte Pioneiro Paranaense, criando fazendas nos vales dos rios Paranapanema, Jataí e das Cinzas. A partir da década de 1920, o restante do Norte do Paraná é colonizado, por meio de companhias de colonização e incentivos do governo, com a chegada de pessoas de outras partes do Brasil, em sua maioria paulistas, mas também mineiros e nordestinos, além dos imigrantes europeus e japoneses.
O Oeste Paranaense começou a ser ocupado no final do século XIX e início do século XX, por estrangeiros, predominantemente paraguaios e argentinos. A região oeste e sudoeste do Paraná só começaram a ser colonizadas efetivamente a partir da década de 1920, com a chegada de colonos brasileiros, oriundos em grande parte do Rio Grande do Sul, Santa Catarina e de São Paulo.

## Estudos genéticos e sobrenomes

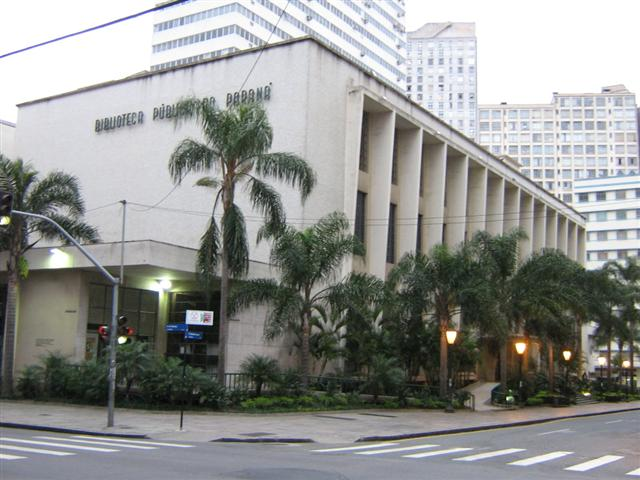
A Biblioteca Pública do Paraná possui o maior índice de acervo bibliográfico da Região Sul do Brasil.

São numerosos os estudos genéticos realizados no Paraná, avaliando a ancestralidade da população negra e branca do estado e o grau de misturas étnicas. Para a população classificada como "eurodescendente", o grau de ancestralidade europeia varia bastante de estudo para estudo, indo desde um máximo de 94% de ancestralidade europeia a um mínimo de 75%. Para a população classificada como "afrodescendente", o grau de ancestralidade africana varia de um máximo de 72% a um mínimo de 39%.
Para a população branca paranaense, diferentes estudos genéticos chegaram aos seguintes graus de ancestralidade:
- 79% europeia, 14% africana e 7% indígena.[143]
- 94% europeia, 3% africana e 3% indígena.[143]
- 85% europeia, 10% africana e 5% indígena.[143]
- 75% europeia, 17% africana e 8% indígena.[143]

Para a população afrodescendente paranaense, os seguintes resultados:
- 51% africana, 49% europeia e 0% indígena.[143]
- 42% africana, 49% europeia e 9% indígena.[143]
- 46% africana, 51% europeia e 3% indígena.[143]
- 61% africana, 29% europeia e 10% indígena.[143]
- 39% africana, 50% europeia e 21% indígena.[143]

Fazendo uma diferenciação baseada na cor de pele entre o grupo "afrodescendente":
- 42% africana, 44% europeia e 14% indígena (para mulatos claros e médios)[143]
- 72% africana, 15% europeia e 6% indígena (para mulatos escuros e negros)[143]

Todos os estudos mostram um predomínio de ancestralidade europeia entre a população do Paraná, inclusive com altos índices europeus para a população classificada como "afrodescendente". Todos os estudos também concluíram que tanto brancos como negros têm ancestralidade europeia e africana, sendo a ancestralidade indígena bem menos significante do que as outras duas.
Segundo a coleção Genealogia Paranaense, em seis volumes, de autoria de Francisco Negrão, os sobrenomes mais populares são os seguintes: Rodrigues Seixas, Rodrigues França, Gabriel de Lara, Moraes Cordeiro Mateus Leme, Teixeira de Azevedo, Xavier Pinto, Teixeira Coelho, Pereira Braga e Oliveira Cardoso, Correa Bittencourt, Cardoso de Lima, Taques, Oliveira Vianna, Góes de Siqueira, Alves, Marques da Cunha, Azevedo da Silveira, Macedo, Laynes, Morocine Borba, Martins Lopes, Brandão de Proença, Simas, Souza Pinto, Rodrigues Vianna, Gonçalves Marques, Silva Pereira, Santos, Nascimento de Farias, Lopes Maravalhas, Pereira, Mendonça, Pereira Branco, Freitas Saldanha, Álvares de Araujo, Soares da Costa, Xavier da Silva, Falcão Bastos, Moreira Rocha, Gonçalves dos Santos, Pletz, Müller, Kalkman e Bley.

## Religião
| Religião no Paraná | Religião no Paraná | Religião no Paraná | Religião no Paraná | Religião no Paraná |
| ------------------ | ------------------ | ------------------ | ------------------ | ------------------ |
| Religião           |                    |                    | Porcentagem        |                    |
| Catolicismo romano | Catolicismo romano |                    | 69,60%             | 69,60%             |
| Protestantismo     | Protestantismo     |                    | 22,18%             | 22,18%             |
| Sem religião       | Sem religião       |                    | 4,64%              | 4,64%              |
| Espiritismo        | Espiritismo        |                    | 1,04%              | 1,04%              |
| Outros             | Outros             |                    | 2,86%              | 2,86%              |

Tal qual a variedade cultural verificável no Paraná, são diversas as manifestações religiosas presentes no estado. Embora tenha se desenvolvido sobre uma matriz social eminentemente católica, tanto devido à colonização quanto à imigração — e ainda hoje a maioria dos paranaenses declara-se católica —, é possível encontrar atualmente na cidade dezenas de denominações protestantes diferentes, assim como a prática do budismo, do islamismo, espiritismo, entre outras.
De acordo com dados do censo de 2000 realizado pelo Instituto Brasileiro de Geografia e Estatística (IBGE), a população do Paraná era composta por: católicos (76,60%), protestantes (16,63%), pessoas sem religião (4,23%), espíritas (0,64%), budistas (0,15%), muçulmanos (0,06%), umbandistas (0,05%) e Judeus (0,02%). Já no censo demográfico de 2010, a população do Paraná era formada por católicos apostólicos romanos (69,596%); protestantes ou evangélicos (22,176%); espíritas (1,042%); Testemunhas de Jeová (0,576%); mórmons (0,205%); católicos apostólicos brasileiros (0,19%); budistas (0,146%); novos religiosos orientais (0,096%), dentre os quais os messiânicos (0,054%); islâmicos (0,083%); ortodoxos (0,069%); umbandistas (0,067%); judaístas (0,039%); espiritualistas (0,025%); tradições esotéricas (0,024%); indígenas (0,019%); candomblezeiros (0,018%) e hinduístas (0,002%). Outros 4,644% não tinham religião, incluindo-se aí os ateus (0,322%) e agnósticos (0,065%); 0,537% seguiam outras religiosidades cristãs; 0,35% não tinham fé determinada; 0,07% não souberam, 0,012% praticavam outras religiões; 0,007% outras crenças orientais e 0,005% não declararam.
A Igreja Católica divide-se administrativamente em quatro arquidioceses: Cascavel, Curitiba, Londrina e Maringá, e quatorze dioceses: Apucarana, Campo Mourão, Cornélio Procópio, Foz do Iguaçu, Guarapuava, Jacarezinho, Palmas-Francisco Beltrão, Paranaguá, Paranavaí, Ponta Grossa, São José dos Pinhais, Toledo, Umuarama e União da Vitória. De acordo com os dados oficiais do Vaticano, o menor país do mundo em área, a santa padroeira do estado é Nossa Senhora do Rocio, protetora de Paranaguá.
O Paraná também possui os mais diversos credos protestantes ou reformados, sendo a Igreja Universal do Reino de Deus, a Congregação Cristã, a Batista e a Assembleia de Deus as maiores denominações. Como mencionado, 22,176% da população paranaense se declararam evangélicos em 2010, sendo que 13,3% pertenciam às igrejas de origem pentecostal, 4,832% às evangélicas não determinadas e 4,03% às de missão (4,26%).

## Criminalidade

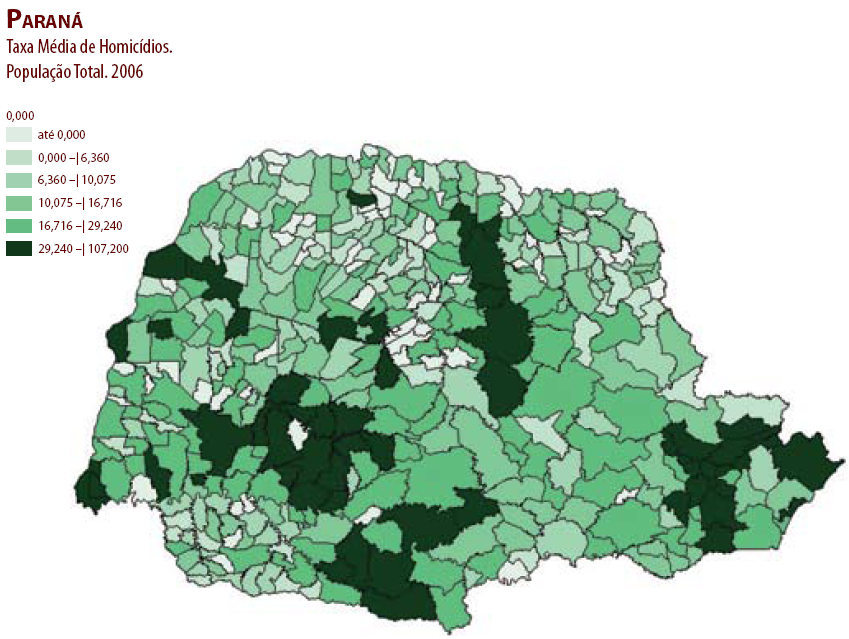
Mapa da Violência no Paraná.

De acordo com dados do "Mapa da Violência 2010", publicado pelo Instituto Sangari, em 2007, o Paraná é a nona unidade federativa mais violenta do Brasil e lidera o índice de criminalidade da Região Sul do país. A taxa de homicídios é de 29,6.
De acordo com dados do "Mapa da Violência dos Municípios Brasileiros 2008", também publicado pelo Instituto Sangari, o município mais violento do Paraná e da Região Sul do Brasil é Foz do Iguaçu, no extremo oeste do estado; é também o quinto mais violento do Brasil (98,7), registrando, em 2006, taxas médias de homicídio superiores apenas às dos municípios de Guaíra, Tunas do Paraná, Rio Bonito do Iguaçu, Palmas e Campina Grande do Sul. O município com a menor taxa média de homicídios é Laranjal, na Mesorregião do Centro-Sul Paranaense, mais precisamente na Microrregião de Pitanga.